# Julio Ramón Ribeyro
 (novembre 2016).
Si vous disposez d'ouvrages ou d'articles de référence ou si vous connaissez des sites web de qualité traitant du thème abordé ici, merci de compléter l'article en donnant les références utiles à sa vérifiabilité et en les liant à la section « Notes et références ».
Julio Ramón Ribeyro, né le 31 août 1929 à Lima au Pérou et mort le 4 décembre 1994 dans la même ville, est un écrivain péruvien. Il est considéré comme l'un des meilleurs conteurs de la littérature latino-américaine. Il est une figure de proue de la génération 50 de son pays, à laquelle appartiennent également narrateurs comme Mario Vargas Llosa, Congrains Enrique Martin, Oswaldo Reynoso et Carlos Eduardo Zavaleta. Son œuvre a été traduit en anglais, français, allemand, italien, hollandais, polonais, et arabe. Bien que la plupart de son œuvre soit constituée de nouvelles, il se distingue aussi dans d’autres genres : roman, essai, théâtre, journalisme et aphorisme.

## Biographie
Julio Ramón Ribeyro émigre en 1960 à Paris, où il occupe les fonctions de journaliste à l'Agence France-Presse, puis de conseiller culturel et d'ambassadeur à l'UNESCO. Il est connu pour son œuvre littéraire, composée de trois romans et cinq recueils de nouvelles. La totalité de ses récits est réunie dans le célèbre ouvrage La Palabra del mudo (« La parole du muet »), qui exprime une vision sceptique des habitants de Lima. 
Ribeyro a reçu en 1994 le prix international de littérature Juan Rulfo, du Mexique.

## Iconographie
- Portrait de Julio Ramón Ribeyro par son ami[3],[4], le peintre péruvien Herman Braun-Vega
- Portrait de Julio Ramón Ribeyro par le photographe espagnol Baldomero Pestana

## Œuvres
En espagnol
- Los gallinazos sin plumas (1955) Nouvelles
- Crónica de San Gabriel (1960) Roman
- Los geniecillos domenicales (1965) Roman
- Prosas apatridas (1975) Récits
- Cambio de guardia (1976) Roman
- La Palabra del mudo, cuentos 1952-1977 Nouvelles complètes
- Silvio en La Rosedal (1977) Nouvelles
- Solo para fumadores (1987) Nouvelles
- Relatos santacrucinos (1992) Nouvelles

Traductions en français
- Charognards sans plumes, trad. par Annie Cloulas-Brousseau, Paris, Gallimard, 1964
- Chronique de San Gabriel, trad. par Clotilde Bernadi Pradal, Paris, Gallimard, 1969
- Silvio et la roseraie, trad. par Irma Sayol, Paris, Gallimard, 1981
- Réservé aux fumeurs, trad. par Gabriel Iaculli, Paris, Gallimard, 1995
- Proses apatrides, trad. sous la dir. de François Géal, Le Bouscat, Finitude, 2011